# Casa Grande
Casa Grande é um município brasileiro do estado de Minas Gerais. Sua população recenseada em 2022 era de 2 214 habitantes.

## Geografia
Conforme a classificação geográfica mais moderna (2017) do IBGE, Casa Grande é um município da Região Geográfica Imediata de Conselheiro Lafaiete, na Região Geográfica Intermediária de Barbacena.

## História
Os primeiros habitantes da região foram os portugueses, chefiados por Bento Correia, que acamparam no local para exploração de ouro, no tempo do Brasil-Colônia, cuja extração era feita nos riachos. O nome do município origina-se de uma casa muito grande que foi construída no local denominado "Pasto dos Eucalíptos", cujo primeiro morador foi Bento Correia. A casa era tão grande que abrigava quinze famílias, num total de sessenta pessoas, sem que se encontrassem, ou seja, com as dependências separadas, abrangendo vários lotes e de telhado único. Ainda hoje são encontrados vestígios dos alicerces dessa casa. Com a diminuição no faiscamento do ouro e a chegada de pessoas mais civilizadas, o grupo se dispersou, desmanchando posteriormente a casa e cuidando mais da agricultura para sustento próprio. Ainda hoje, a agricultura é a principal ocupação e a atividade econômica de seus habitantes, seguido da criação de gado bovino, com a finalidade de produção de leite.
O distrito foi criado em 22 de setembro de 1921, abrangendo também o então povoado de São Caetano de Paraopeba, jurisdicionado ao termo de Queluz (hoje Conselheiro Lafaiete). O Distrito de Casa Grande perdeu parte do seu território com a criação do Distrito de São Caetano do Paraopepa, Lei Estadual nº 2, de 14 de setembro de 1891. Em 17 de dezembro de 1938, por força de Decreto-Lei nº 148, foi o distrito transferido para o município de Lagoa Dourada, do qual desmembrou-se em 30 de dezembro de 1962, pela Lei Nº 2764, que o elevou à categoria de município. Atualmente o município subordina-se à Comarca de Conselheiro Lafaiete. O Município de Casa Grande é constituído de um único distrito que tem o mesmo nome do município